# Flarkån, Robertsfors kommun
Flarkån är ett vattendrag i mellersta Västerbotten i Robertsfors kommun. 

## Sträckning
Flarkån har sin källa i Risvattnet i Skellefteå kommun och strömmar åt sydost mot Flarken, där den tar emot vänsterbiflödet Flarkbäcken. Efter Flarken fortsätter Flarkån mot sydost förbi Strandnäs, och strax norr om Gumboda mottar den från höger sitt största biflöde, Granån från Ultervattnet. Därefter böjer Flarkån av åt norr, går under E4 och förenar sig med Kålabodaån till den så kallade Hertsångerälven.

## Etymologi
Namnet kommer av ordet flark, som är en beteckning på ett slags sankmark. 